# Thirasia
Thirasia (Grieks: Θηρασία) of Therasia is een klein eiland in de Egeïsche Zee. Het is een van de zes eilanden van Santorini en ligt tegenover Thera, dat het grootste van de zes is. 